# Dorte Vibjerg
Dorte Vibjerg (født 28. oktober 1973) er en dansk eliteløber, hvis primær discipliner tidligere var cross, 5000 meter og 10.000 meter, hun gjorde comeback efter en seks år lang pause og løber nu mest halvmaraton og marathon. Hun stiller op for Sparta Atletik.
Dorte Vibjerg er en meget alsidig løber med danske mesterskaber på distancer fra 1500 til 10.000 meter. Hun har vundet de nordiske mesterskaber i cross og på 10.000 meter, Europa Cupen i cross og blev nummer 12 ved EM på 5.000 i Budapest 1998. Hun vandt Eremitageløbet i 1998 og 2002 og satte i 1998 Eremitageløbsrekord med tiden 43,59.
Dorte Vibjerg var med 2:34.44 og en 17. plads i Frankfurt Marathon 2011 kun 14 sekunder fra det danske OL-krav på 2:34.30. 
Tiden gav hende en fjerdeplads på alle tiders danske rangliste efter Dorthe Rasmussen, Annemette Jensen og Gitte Karlshøj.
Både Dorte Vibjerg og Jessica Draskau-Petersson har i kvalifikationsperioden til OL 2012 løbet under det internationale A-krav. Det er derfor i teorien muligt at stille med begge til start, men Dansk Atletik Forbund valgt at kun indstille Draskau Petersson til udtagelse.
Det blev samtidigt besluttet at Vibjerg ved halvmaratonløbet Göteborgsvarvet den 12. maj skal vise et niveau, som kan berettige hende til en indstilling til udtagelse på en dispensation, en eventuel udtagelse til OL vil kræve en dispensation fra DIF, da hun ikke har indfriet det nationale OL-krav i kvalifikationsperioden.
Dorte Vibjerg er uddannet cand.agro. og er administrerende direktør for Spartas løbsafdeling. Hun trænes af den tidligere Eremitageløbsvinder Thomas Kielgast.